# Robert Chapey
Robert Chapey, dit Fred Roberty, né en 1890 et mort à une date inconnue, est un footballeur international belge actif au début du XXe siècle qui occupait le poste de gardien de but. Il compte trois titres de champion de Belgique à son palmarès, remportés avec le Daring Club de Bruxelles et le FC Bruges.

## Carrière en club
Robert Chapey fait ses débuts en Division d'Honneur en 1909 avec le Standard de Liège. Il y joue deux ans puis rejoint les rangs du Daring Club de Bruxelles, un des clubs phares de l'époque. Il y remporte le titre de champion de Belgique dès sa première saison au club. Ses prestations jouent un rôle important dans la conquête du titre et lui valent une sélection en équipe nationale belge pour disputer un match amical en février 1912. Deux ans plus tard, il décroche un second titre national avec le Daring mais le déclenchement de la Première Guerre mondiale l'oblige à mettre sa carrière entre parenthèses pendant la durée du conflit, les compétitions étant interrompues.
Après la fin de la guerre, le championnat reprend en 1919. Robert Chapey défend alors les filets du FC brugeois, où il remporte le titre de champion, le premier pour le club et le troisième pour lui. Il décide malgré tout de revenir dans la région liégeoise et s'engage au RCS verviétois. Habitué à se battre pour le titre, il découvre cette fois la lutte pour le maintien, que le club n'assure que grâce à la décision de l'Union Belge de faire passer les séries nationales de douze à quatorze clubs. Après cette saison difficile, Robert Chapey met un terme à sa carrière de joueur.

## Statistiques
| Saison                | Club                  | Championnat           | Championnat | Championnat | Coupe(s) nationale(s) | Coupe(s) nationale(s) | Total | Total |
| Saison                | Club                  | Division              | M.          | B.          | M.                    | B.                    | M.    | B.    |
| 1909-1910             | Standard de Liège     | Division 1            | -           | -           | 0                     | 0                     | 0     | 0     |
| 1910-1911             | Standard de Liège     | Division 1            | -           | -           | 0                     | 0                     | 0     | 0     |
| 1911-1912             | Daring CB             | Division 1            | -           | -           | -                     | -                     | 0     | 0     |
| 1912-1913             | Daring CB             | Division 1            | -           | -           | -                     | -                     | 0     | 0     |
| 1913-1914             | Daring CB             | Division 1            | -           | -           | -                     | -                     | 0     | 0     |
| 1919-1920             | FC brugeois           | Division 1            | -           | -           | 0                     | 0                     | 0     | 0     |
| 1920-1921             | RCS verviétois        | Division 1            | -           | -           | 0                     | 0                     | 0     | 0     |
| Total sur la carrière | Total sur la carrière | Total sur la carrière | 1           | -           | -                     | -                     | 1     | 0     |

## Carrière internationale
Robert Chapey compte une convocation et un match joué en équipe nationale belge. Celui-ci a lieu le 20 février 1912 contre la Suisse et se solde par une victoire 9-2, qui constituera l'écart le plus large en faveur des « Diables Rouges » pendant 82 ans.
Le tableau ci-dessous reprend toutes les sélections de Robert Chapey. Le score de la Belgique est toujours indiqué en gras.
| Date       | Compétition  | Adversaire | Lieu   | Score | Remarque |
| ---------- | ------------ | ---------- | ------ | ----- | -------- |
| 20/02/1913 | Match amical | Suisse     | Anvers | 9-2   |          |